# 大楞乡
大楞乡，是中华人民共和国广西壮族自治区百色市右江区下辖的一个乡镇级行政单位。

## 行政区划
大楞乡下辖以下地区：
大楞村、宝石村、弄外村、龙停村、安屯村、模屯村、罗甫村、巴平村、龙细村、龙和村、平慢村、温矿村、昔仁村、中华村和百乐村。